# Pirâmide de Tireis
A Pirâmide de Tireis ou Sequenquete (em egípcio: Sekhemkhet), também chamada de Pirâmide Enterrada, é uma pirâmide egípcia inacabada que começou a ser construída em 2 645 a.C. pelo faraó Tireis, o segundo governante da Terceira Dinastia do Egito Antigo, que reinou por volta de 2686-2 613 a.C. e é geralmente colocado no início do Império Antigo. Muitos historiadores acreditam que a terceira dinastia desempenhou um papel importante na transição da Época Tinita do Egito à Idade das Pirâmides.
A pirâmide pode ser visitada, mas o público não tem acesso à base e subestruturas. Tireis também foi o sucessor do mais conhecido faraó Djoser, que foi enterrado em sua famosa pirâmide de degraus de Sacará. A pirâmide foi originalmente modelada com inspiração na pirâmide de Djoser e está localizada a poucas centenas de metros a sudoeste. Também é discutível que a pirâmide de Tireis tenha sido originalmente concebida para superar a pirâmide de degraus de Djoser. Acredita-se que a sua incompletude seja devido ao curto reinado de Tireis como governante, que durou cerca de seis anos.